# Canal del Karakum
El canal del Karakum és el canal d'irrigació i de subministrament d'aigua més gran del món. Engegat el 1954, i completat el 1988, és navegable sobre molta de la seva llargada de 1.375 km, i porta 13 km³ d'aigua anualment del Riu Amu-Darya a través del desert Karakum al Turkmenistan. El canal obria enormes extensions de terra a l'agricultura, especialment al monocultiu del cotó, fortament promoguda per la Unió Soviètica, i donava una font essencial d'aigua a Aşgabat. Malauradament, la primitiva construcció del canal fa que es perdi per filtració gairebé un 50% de l'aigua que porta, creant llacs i basses al llarg del canal, provocant-hi una pujada de nivell a les aigües subterrànies, que condueixen alhora a extensos problemes de salinització de terres. El canal és també un factor essencial del paorós desastre mediambiental del Mar d'Aral.

## Història
L'actual canal del Karakum no va ser el primer intent de portar aigua des de l'Amudarià al Karakum. Al començament de la dècada de 1950, es va començar la construcció del Canal Principal de Turkmen (rus: Главный Туркменский канал), l'inici del qual estava planificat per a una ubicació molt més al nord (prop de Nukus), i correria en direcció sud-oest cap a Krasnovodsk. El canal utilitzaria aproximadament el 25% de l'aigua de l'Amudarià. Els treballs es van abandonar després de la mort de Stalin, i es va canviar el traçat per l'actual del del Karakum.
Embassaments com l'Embassament de Hanhowuz van ser creats per ajudar a regular-lo.

## Ciutats importants al canal
- Aşgabat
- Bereket
- Serdar